# Gunnar Ekman (zoolog)

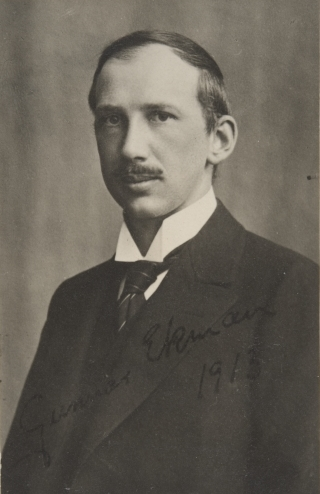
Gunnar Ekman år 1913.

Gunnar Henrik Julius Ekman, född 22 december 1883 i Rantasalmi, död 5 oktober 1937 i Helsingfors, var en finländsk biolog.
Ekman blev filosofie doktor 1914. Han var 1907–1928 assistent vid Helsingfors universitets zootomiska inrättning och docent i zoologi från 1915; tjänstgjorde därefter som extra ordinarie professor i experimentell zoologi. Han hade i Heidelberg åren 1911–1913 bekantat sig med experimentell embryologi i Wilhelm Roux efterföljd.
Ekman kom genom sina arbeten över bland annat hjärtats utveckling hos groddjur att bli något av en banbrytare för senare utvecklingsfysiologisk forskning i Finland. Han författade även kursböcker i bland annat jämförande anatomi.